# Archidiocèse d'Owerri
L'archidiocèse métropolitain d'Owerri est l'un des neuf archidiocèses du Nigeria.

## Histoire
Le vicariat apostolique d'Owerri est créé le 12 février 1948 lors de la scission du vicariat apostolique d'Onitsha-Owerri. Rebaptisé diocèse de Saurimo en 1950, il est élevé au rang d'archidiocèse métropolitain le 26 mars 1994.
Ses diocèses suffragants sont Aba, Ahiara, Okigwe, Orlu, Umuahia

## Liste des évêques et archevêques
L'archevêque actuel est Lucius Iwejuru Ugorji.